# Rimeize
Rimeize là một xã ở tỉnh Lozère trong vùng Occitanie, phía nam nước Pháp. Dân số theo điều tra năm 1999 là 514 người.
Khu vực này có độ cao trung bình 930 mét trên mực nước biển.